# Syndermata
Syndermata — клада безхребетних тварин, яка включає вільноживучих коловерток (Rotifera) та облігатних ендопаразитів акантоцефал (Acanthocephala). Якщо акантоцефал розглядати як паразитичних коловерток, то Syndermata є синонімом до Rotifera. Виходячи з морфології та подібної структури «щелеп», синдермати об’єднані з типами Gnathostomulida та Micrognathozoa в групу Gnathifera.

## Характеристика
До входять тварини, кутикула яких утворена синцитіальними клітинами епідермісу.